# Джума-мечеть (Шеки)
Джума-мечеть (азерб. Cümə məscidi) — пятничная мечеть в городе Шеки в Азербайджане. Расположена по адресу улица 20 января, 39. Построена в начале XX века. Согласно распоряжению Кабинета Министров Азербайджанской Республики, является «Памятником истории и культуры местного значения».
Историко-архитектурный памятник, построенный в 1900-1914 гг. Он расположен на территории Юхары баш государственного историко-архитектурного заповедника в городе Шеки, Азербайджан.
Мечеть была включена в список недвижимых памятников истории и культуры местного значения решением № 132 Кабинета Министров Азербайджанской Республики от 2 августа 2001 года.
7 июля 2019 года «исторический центр Шеки вместе с Ханским дворцом» был включен в Список всемирного наследия ЮНЕСКО. Джума-мечеть, расположенная в историческом центре Шеки, также включена в список Всемирного наследия.

## Описание
Шекинская Джума-мечеть была построена в 1900-1914 годах в Кожевенном квартале Шеки. Мечеть была построена как комплекс вместе с медресе и подземной баней рядом с ней. По дате, выбитой на камне, можно сказать, что строительство мечети было завершено в 1914 году со строительством дополнительного крыльца, кельи и минарета. Позже рядом с мечетью было построено медресе. Медресе соединено с крыльцом мечети.

### Советский период
После советской оккупации с религией начали официально бороться с 1928 года. В декабре того же года ЦК Коммунистической партии Азербайджана передал многие мечети, церкви и синагоги клубам для использования в образовательных целях. Если в 1917 году в Азербайджане было 3000 мечетей, то в 1927 году их было 1700, а в 1933 году — 17.
Минарет Шекинской Джума-мечети также был разрушен после оккупации. Здание мечети использовалось как спортивная школа. Чтобы приспособить здание под спортзал, убрали внутренний балкон молельного зала.
В 1988 году сгорело здание мечети. В 1989 году в мечети были проведены обмерочные работы и подготовлен проект реставрации. При раскопках в молельном зале мечети было обнаружено место внутренней стены со стороны крыльца, и вместе с этой стеной было восстановлено внутреннее крыльцо. Позднее закрытые каменной кладкой окна были открыты и восстановлены по размерным линиям. В интерьере по проекту размещены 4 большие колонны, восстановлен михраб мечети.

### После обретения независимости
Минарет мечети был спроектирован на основе фотографии, найденной в архиве, и восстановлен до высоты 28,5 метров от основания до вершины. Реставрация минарета была завершена в 1991 году.
Мечеть была включена в список недвижимых памятников истории и культуры местного значения решением № 132 Кабинета Министров Азербайджанской Республики от 2 августа 2001 года.
С 2001 года историческая часть города Шеки выбрана кандидатом в Список всемирного наследия ЮНЕСКО. 7 июля 2019 года «Исторический центр Шеки вместе с Ханским дворцом» был включен в Список всемирного наследия ЮНЕСКО. Решение было принято на 43-й сессии Комитета всемирного наследия ЮНЕСКО, прошедшей в Бакинском конгресс-центре. Мечеть Шеки Джума, расположенная в историческом центре города Шеки, также включена в список Всемирного наследия.
В 1993 году по указанию Шекинского исполнительного судьи Чингиза Эфендиева здесь было открыто Шекинское исламское медресе. Медресе было зарегистрировано Министерством юстиции в 1996 году. Студенты, обучающиеся здесь, получают как религиозное, так и светское образование.

## Архитектура
При строительстве мечети использовались местные строительные материалы, известняк и обожженный кирпич. По замыслу строения он состоял из арочного, колонного зала, разделенного на секции камнями и деревьями, и позволял перекрыть большой проход в здании. Десятиступенчатый амвон из дерева декорирован сеткой. Минарет высотой 28,5 м построен в нескольких метрах от здания мечети. Минарет, утончающийся кверху, украшен кирпичной кладкой и рельефными узорами .
Интерьер мечети прост. Он используется как место поклонения, а его кельи - как медресе. Комплекс мечети в форме буквы «N» имеет два этажа. На втором этаже находится молельный зал для женщин. Главный фасад украшен кирпичными узорами.

## Галерея

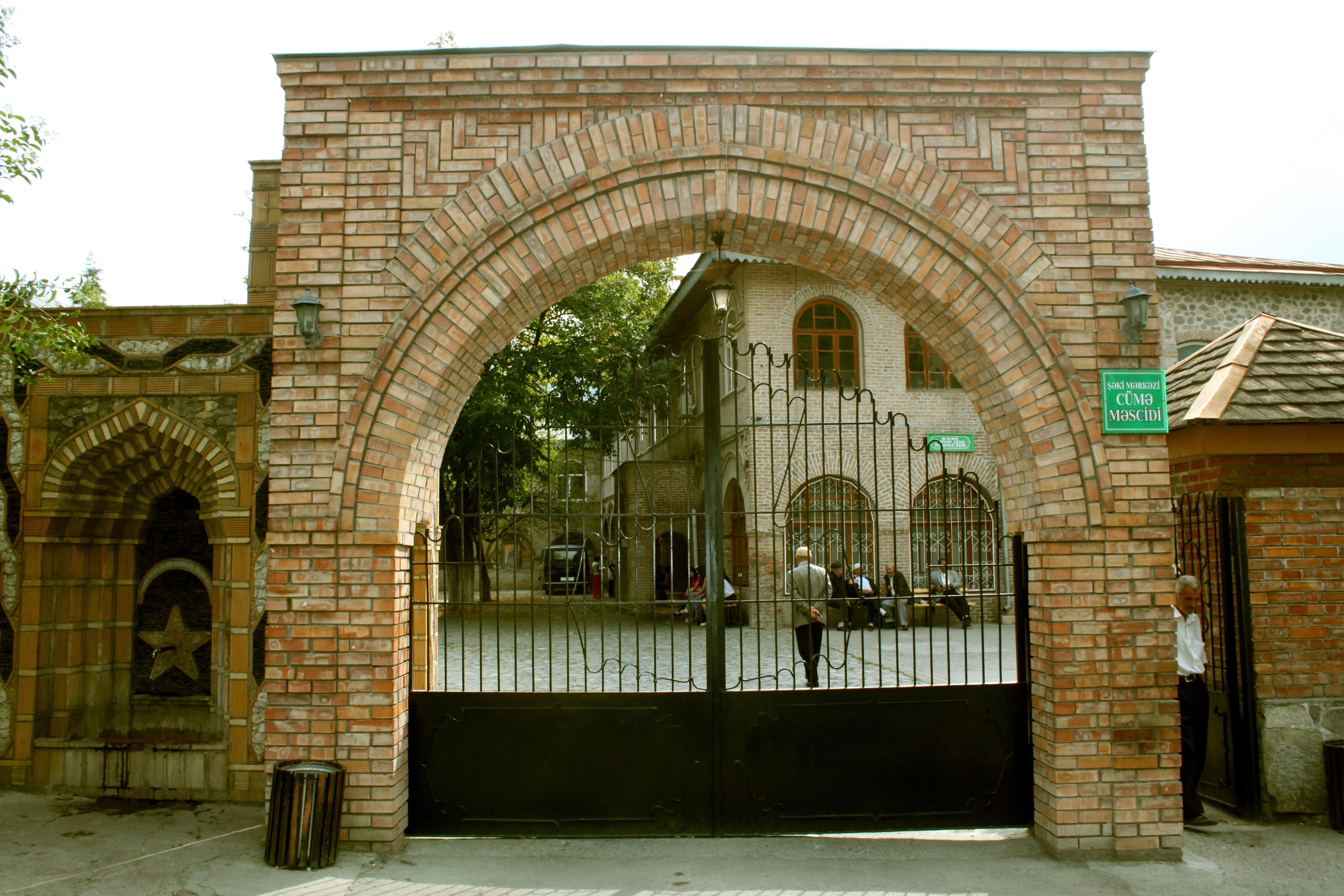
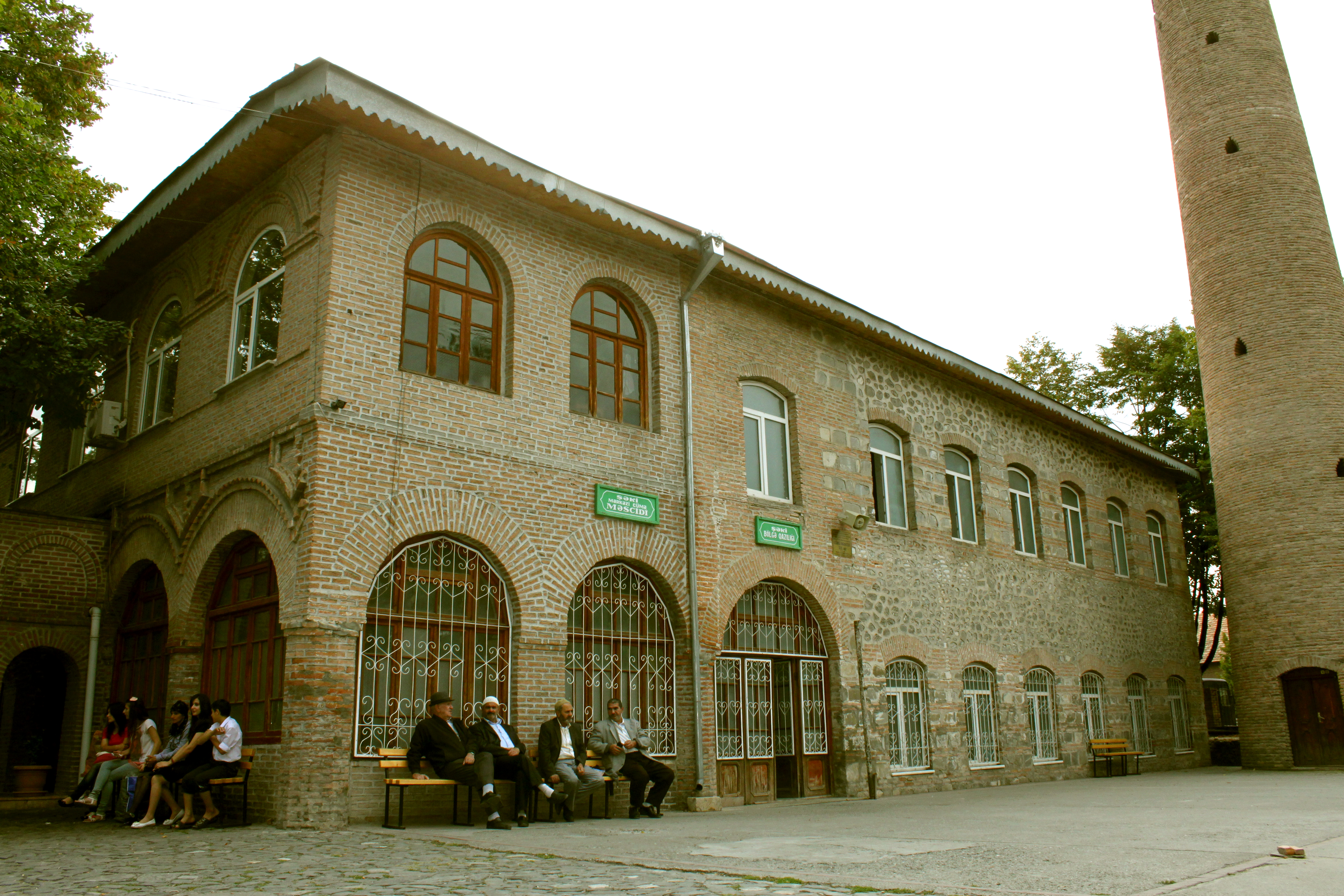
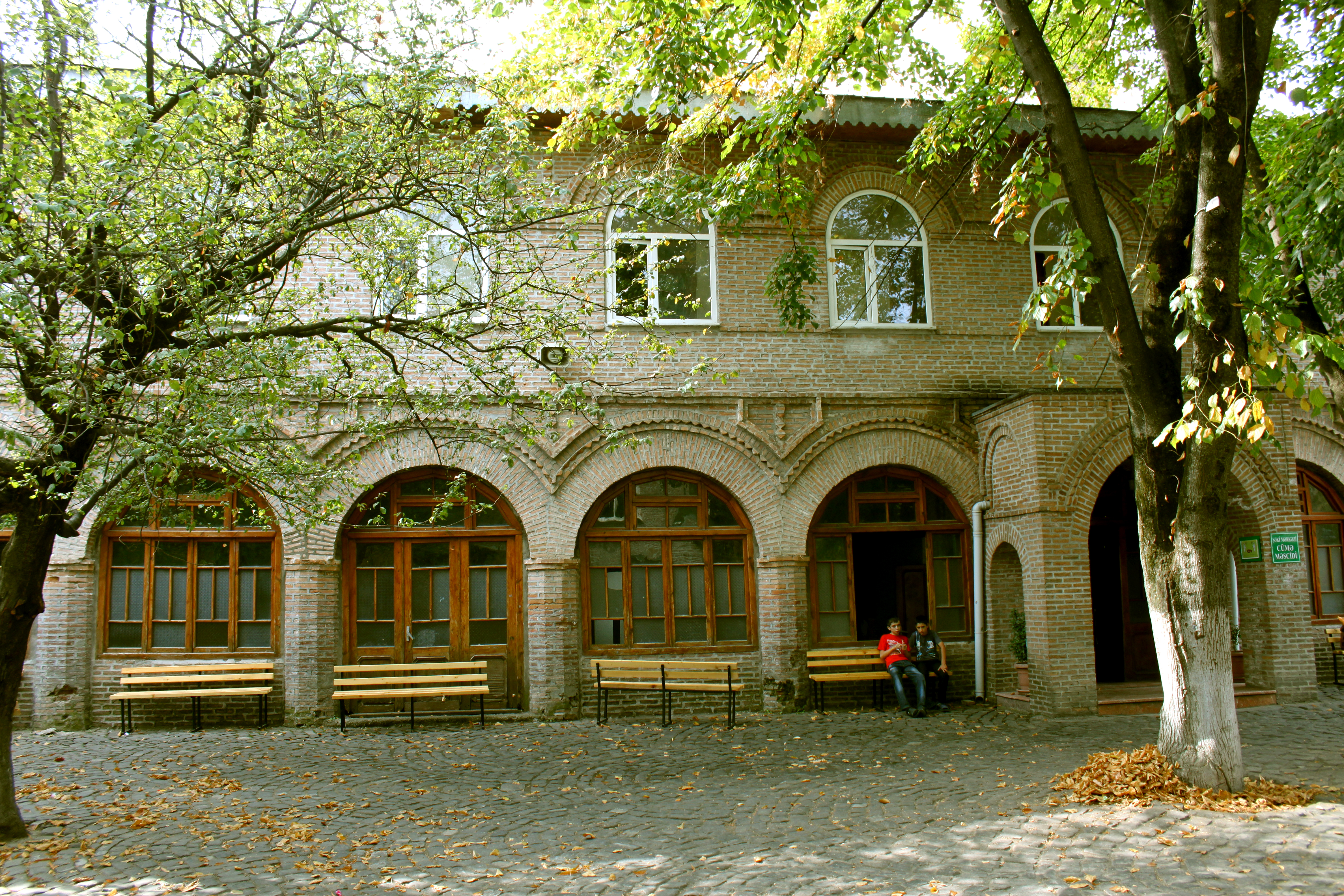
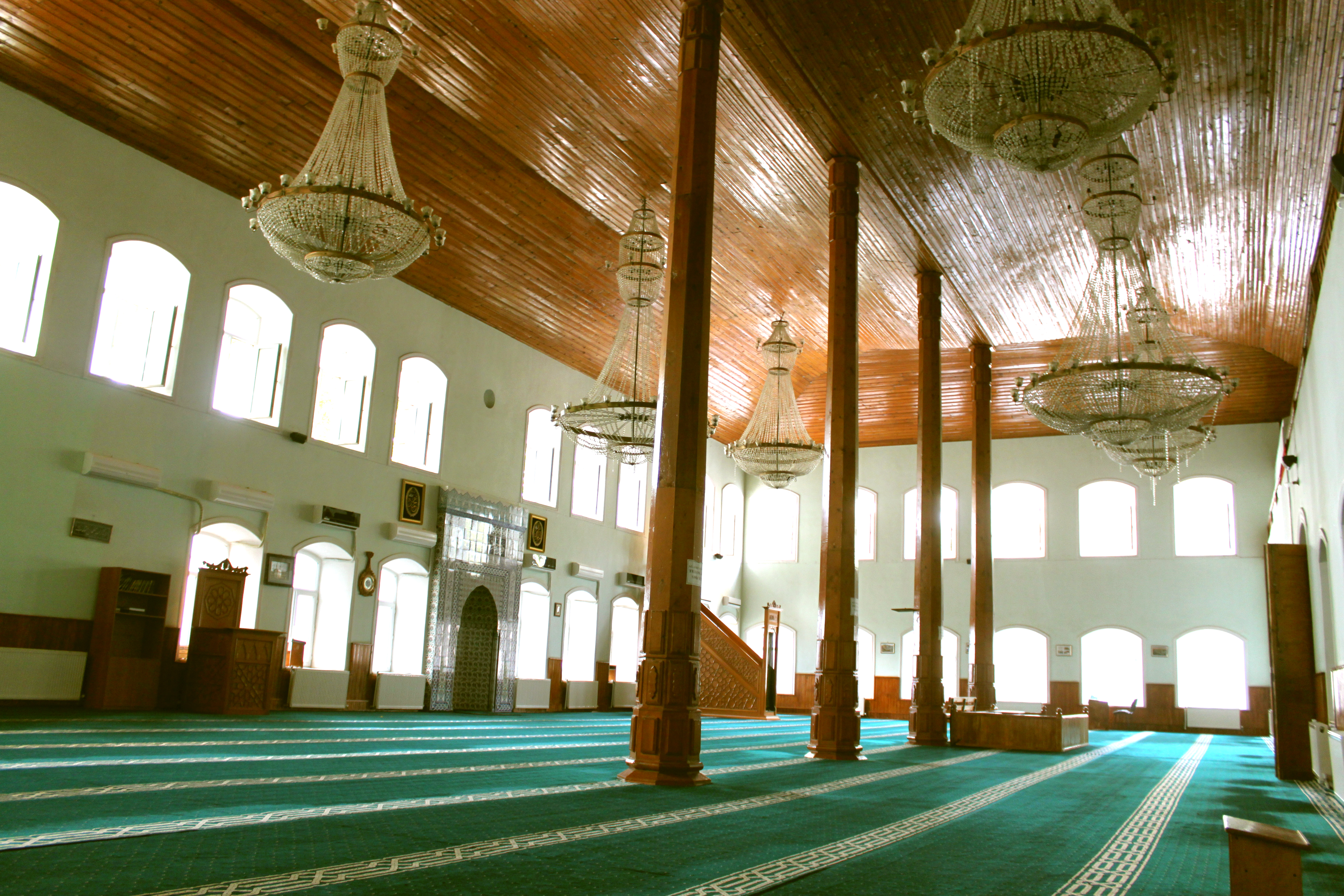
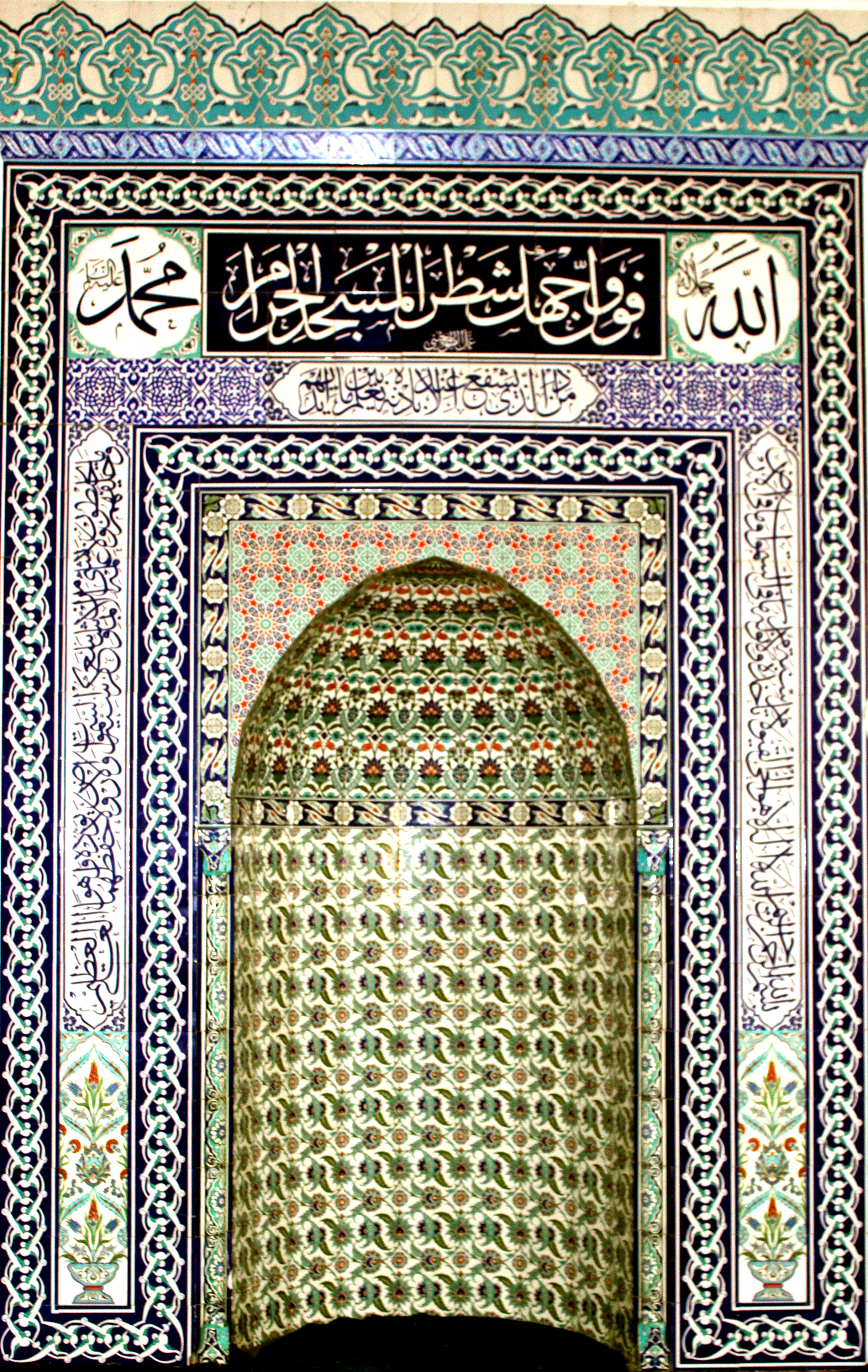
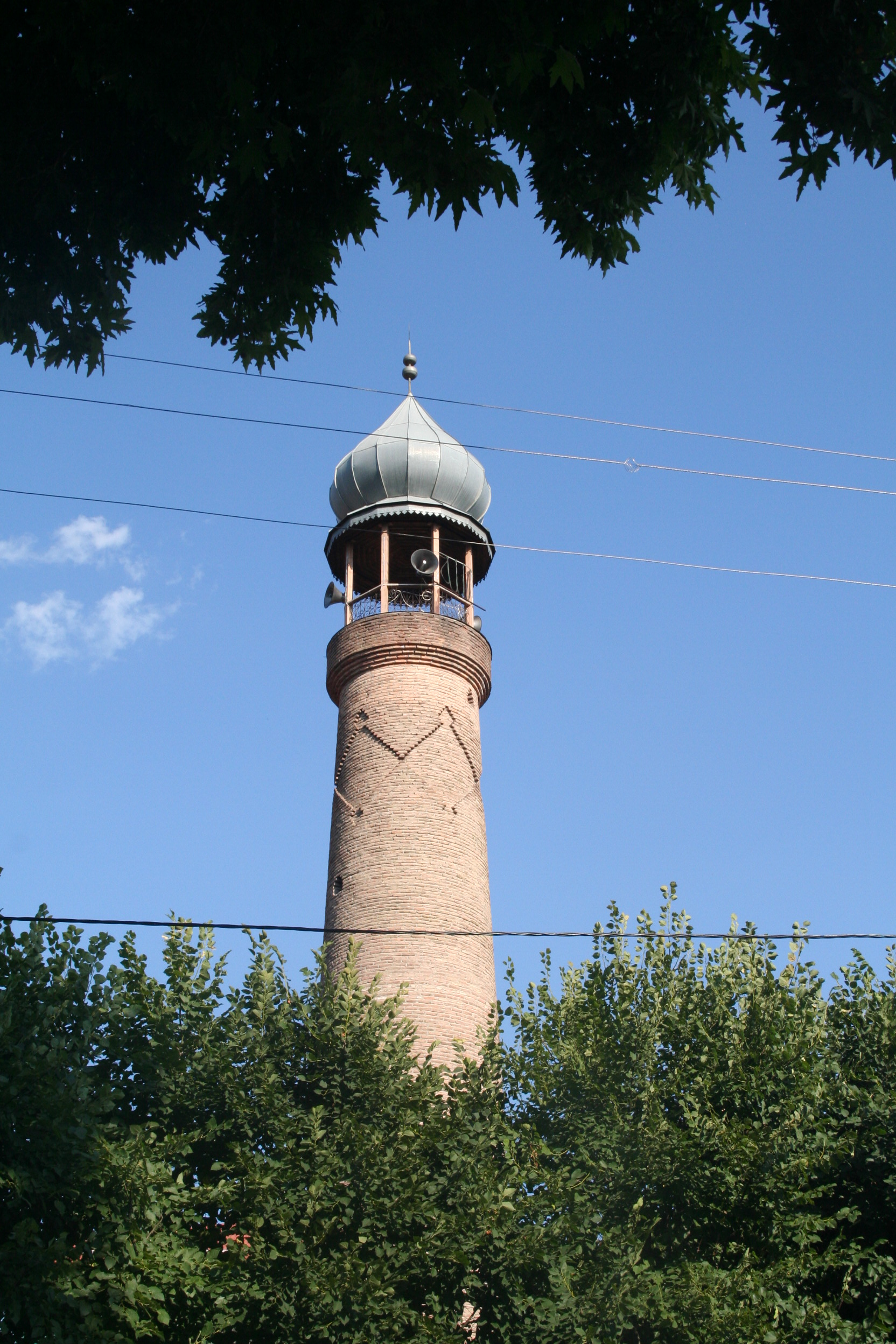